# Ballaigues
Ballaigues es una comuna de Suiza perteneciente al distrito de Jura-Nord vaudois del cantón de Vaud.
En 2018 tenía una población de 1075 habitantes.
En la Edad Media era inicialmente un pueblo perteneciente al señorío de Les Clées, hasta que en 1302 pasó a pertenecer al de Lignerolle. A partir de 1536 pasó a formar parte de la bailía de Yverdon-les-Bains. Durante mucho tiempo, el pueblo basó su economía en la presencia de un peaje en la frontera con el Franco Condado, hasta que en el siglo XIX se trasladó el puesto fronterizo a la vecina localidad de Vallorbe.
Se ubica en la frontera con Francia, a medio camino entre la capital distrital Yverdon-les-Bains y la ciudad francesa de Pontarlier sobre la carretera E23.